# Hayao Kawabe
Hayao Kawabe (川辺 駿 Kawabe Hayao?, Hiroshima, Hiroshima, 8 de septiembre de 1995) es un futbolista japonés que juega como centrocampista en el Sanfrecce Hiroshima de la J1 League.

## Trayectoria

### Clubes
| Club                          | País       | Año       |
| ----------------------------- | ---------- | --------- |
| Sanfrecce Hiroshima           | Japón      | 2013-2021 |
| Júbilo Iwata (cedido)         | Japón      | 2015-2017 |
| Grasshoppers                  | Suiza      | 2021-2022 |
| Wolverhampton Wanderers F. C. | Inglaterra | 2022-2023 |
| Grasshoppers (cedido)         | Suiza      | 2022-2023 |
| Standard de Lieja             | Bélgica    | 2023-2024 |
| Sanfrecce Hiroshima           | Japón      | 2024-     |

## Palmarés

### Títulos nacionales
| Título             | Club                | País  | Año  |
| ------------------ | ------------------- | ----- | ---- |
| J1 League          | Sanfrecce Hiroshima | Japón | 2013 |
| Supercopa de Japón | Sanfrecce Hiroshima | Japón | 2025 |

### Títulos internacionales
| Título                                | Equipo             | Sede          | Año  |
| ------------------------------------- | ------------------ | ------------- | ---- |
| Campeonato de Fútbol de Asia Oriental | Selección de Japón | Corea del Sur | 2025 |